# Monthiers
Monthiers ist eine französische Gemeinde mit 155 Einwohnern (Stand: 1. Januar 2022) im Département Aisne in der Region Hauts-de-France (frühere Region: Picardie). Sie gehört zum Arrondissement Château-Thierry und zum Kanton Villers-Cotterêts. Die Einwohner werden als Monthiérois(es) bezeichnet.

## Geographie
Die Gemeinde Monthiers liegt rund zwölf Kilometer westnordwestlich von Château-Thierry am Fluss Clignon, der einen linken Zufluss des Ourcq bildet. Zu Monthiers gehört die Ortschaft Pétret. Nachbargemeinden von Monthierssind Priez und Sommelans im Norden, Bonnesvalyn und Épaux-Bézu im Osten, Torcy-en-Valois im Süden sowie Licy-Clignon und Courchamps im Westen.

## Bevölkerungsentwicklung
| Jahr                       | 1962 | 1968 | 1975 | 1982 | 1990 | 1999 | 2010 | 2022 |
| Einwohner                  | 118  | 126  | 108  | 117  | 111  | 142  | 152  | 155  |
| Quellen: Cassini und INSEE |      |      |      |      |      |      |      |      |

## Sehenswürdigkeiten
- Kirche Notre-Dame, seit 1920 als Monument historique klassifiziert (Base Mérimée PA00115826).